# 민병애
민병애(1956년 ~ 현재)는 대한민국의 배우이다.

## 출연작

### 영화
- 2014년 《제4 이노베이터》 ... 영미 언니 역
- 2011년 《굿바이 보이》... 당숙 모 역
- 2006년 《무도리》... 마을 아낙 역
- 2006년 《사랑따윈 필요없어》... 아도니스 미씨 1 역
- 2004년 《발레 교습소》... 발레 아주머니들 역
- 2004년 《어린 신부》... 아줌마 3 역
- 2003년 《최후의 만찬》... 쌀집 아줌마 역
- 2003년 《...ing》... 버스 옆자미 아줌마 역
- 2002년 《2424》... 수험생 엄마 역
- 2001년 《두사부일체》... 지혜 모 역
- 2001년 《헤라 퍼플》
- 2000년 《킬리만자로》... 홍 집사 역
- 1999년 《세기말》... 천의 부인 역

### 드라마
- 2004년 SBS 《발리에서 생긴 일》 ... 가사도우미 역
- 2004년 KBS2 《낭랑 18세》 ... 동네주민 역
- 2004년 KBS2 《애정의 조건》
- 2004년~2005년 MBC 《왕꽃 선녀님》 ... 한복집 손님 역
- 2004년 SBS 《파리의 연인》 ... 집주인 역
- 2005년 KBS2 《쾌걸춘향》 ... 이몽룡에 대해 얘기하는 여자 역
- 2005년 ~ 2006년 《마이걸》 ... 유린에게 서울관광 안내를 받는 손님 역
- 2006년 KBS2 《봄의 왈츠》 ... 전세금 못 빼준다는 여자 역
- 2006년 MBC 《환상의 커플》 ... 목욕탕 손님 역
- 2007년 SBS 《외과의사 봉달희》 ... 병원 청소원 역
- 2007년 KBS2 《마왕》 ... 동문슈퍼 주인 역
- 2008년 SBS 《온에어》 ... 찜질방에서 티켓투더문을 보는 여자 역
- 2008년~2009년 SBS 《가문의 영광》 ... 하태영이 접촉사고 낸 차량의 차주 역
- 2009년 SBS 《찬란한 유산》 ... 고평중에게 돈을 빌려준 여자 역
- 2009년 KBS2 《솔약국집 아들들》 ... 슈퍼 주인 역
- 2011년 SBS 《신기생뎐》 ... 시장 상인 역
- 2011년 MBC 《반짝반짝 빛나는》 ... 슈퍼 주인 역
- 2011년 SBS 《49일》 ... 집주인 역
- 2011년~2012년 KBS2 《오작교 형제들》 ... 세탁소 사장 역
- 2011년 MBC 《심야병원》 ... 목욕탕 주인 역
- 2012년 KBS2 《넝쿨째 굴러온 당신》 ... 국밥집 주인 역
- 2012년 SBS 《옥탑방 왕세자》 ... 박하가 벨 누르고 도망간 집에 사는 여자 역
- 2012년 KBS2 《적도의 남자》 ... 집주인 역
- 2012년 SBS 《유령》 ... 집주인 역
- 2013년~2014년 SBS 《별에서 온 그대》 ... 집주인 역
- 2014년 MBC 《왔다! 장보리》 ... 모텔 사장 역
- 2014년 KBS2 《트로트의 연인》 ... 기차역에서 최춘희를 알아보는 여자 역
- 2014년~2015년 KBS2 《가족끼리 왜 이래》 ... 문태주네 가사도우미 역
- 2014년~2015년 MBC 《전설의 마녀》 ... 식당 사장 역
- 2015년 SBS 《이혼변호사는 연애중》 ... 두부 장인 역